# What Makes a Man
What Makes a Man är en låt av pojkbandet Westlife.  Låten släppes 2000-12-18 och är gruppens åttonde officiella singel.